# Список японских божеств
Это список японских божеств, родом из японских верований и религиозных традиций. Многие из них родом из синтоизма, в то время как другие пришли из буддизма или даосизма и вошли в японскую мифологию и фольклор.
| Японские божества по алфавиту: А Б В Г Д Е Ё Ж З И К Л М Н О П Р С Т У Ф Х Ц Ч Ш Щ Э Ю Я |

## А
- Арахабаки — бог разрушения

- Анба-но ками
- Адзами-но-ири-химэ-но микото
- Адзамицу-химэ-но микото
- Адзи-суки-така-хико-нэ — считается богом, земледелия и змей.
- Адзуми-но Исора — в синтоизме ками моря.
- Адзуми-но оохама
- Аматэрасу-о-миками — богиня-солнце, а также предполагаемая прародительница Императорского Дома Японии. По многим причинам, одной из которых является её связь с Императорской семьей, её часто считают (хотя и не официально) «главным богом» Синто.
- Ама-сирукамидзу-химэ
- Ама-цукумэ-но микото
- Ама-цукунитама-но ками
- Амацумикабоси
- Амацумара — покровитель кузнецов.
- Амацухиконэ
- Амэ-но коянэ-но микото — мужское божество, сын бога Когото-мусуби-но ками
- Амэ-но вака-хико — посланец Аматэрасу на Земле. Был убит за то, что полюбил дочь богини Земли.
- Амэ-но-фуки-о-но ками — Бог Небесного Настилания Кровли. Второе имя Катакурокусин かたくろくしん
- Амэноминакануси — согласно Кодзики, является самым первым ками (божеством).
- Амэ-но удзумэ — прародительница и покровительница жриц.
- Амэ-но Тадзикарао — бог силач
- Амэ-но-танабата-химэ
- Амэ-но-танэко-химэ-но микото
- Амэ-но-тоётарасикара-химэ-но микото
- Амэноосихомими но Микото — мужское божество, сын японской богини солнца Аматэрасу и бога ветра Сусаноо и отец бога Ниниги но Микото.
- Амэнотокотати-но Ками — согласно Кодзики, является пятым ками (божеством) из пяти «Котоамацуками».
- Авадзи-но-хо-но-са-вакэ-сима — остров первый признанный дитя Идзанаги Идзанами
- Аванаги-но ками — Бог Пены на Воде. Другое имя Хаяакицу-хико
- Аванами-но ками — Богиня Пены на Воде. Другое имя Хаяакицу-химэ
- Авасима-но ками
- Ама-но-иватовакэ-но ками
- Ама-цумисоратоёакидзунэвакэ
- Амэ-но-махитоцу-но ками
- Амэ-но-микумари-но ками — Небесный Бог Распределения Воды.
- Амэ-но-кагуяма-но микото
- Амэ-но-камукуситама-но микото
- Амэ-но-кухидзамоти-но ками — Небесный Бог Зачерпывания Воды
- Амэ-но-садэёри-химэ
- Амэ-но-садзути-но ками — Небесный Бог Горных Склонов
- Амэ-но-сагири-но ками — Бог Небесных Туманов в Ущельях
- Амэ-но-сагумэ
- Амэ-но-икутама-но микото
- Амэ-но-курадо-но ками — Небесный Бог Темных Расщелин
- Амэ-но-осикоровакэ
- Амэ-но-осио
- Амэ-но-курадо-но ками
- Амэ-но-осихи-но микото
- Амэ-но-охабари-но ками — Небесный Клинок, другое название Ицу-но-охабари — Священный Мощный Клинок.
- Амэ-но-хадзутиноо-но ками
- Амэ-но-хибараоосинадоми-но ками — Бог-Солнечное Чрево из Большого Синадо.
- Амэ-но-хитоцунэ
- Амэ-но-хохи-но микото — Бог Небесного Рисового Колоса
- Амэ-но-хоакари-но микото
- Акару-химэ-но ками
- Акияма-но-ситаби-отоко
- Акигуи-но-уси-но ками — Бог-Правитель Пожиратель Зла
- Акуру
- Акуто-химэ
- Аки-химэ-но ками
- Амацу-хиваси-но ками
- Амацу-хиконэ-но микото — Небесный Бог-Солнечное Дитя
- Амэ-хитоцухасира
- Асинадзути-но ками — Старец, Гладящий Ноги, Сусано дал ему имя Инада-но-миянуси-суга-но-яцумими-но ками — Всеслышащий Бог-Страж Суга, Правитель Покоев в Инада
- Асуха-но ками
- Амэ-но-цудоэтинэ-но ками — Богиня-Собирательница Небесных Вод
- Амэ-но-футая
- Амэ-но-фуюкину-но ками — Бог Небесных Зимних Одежд
- Адзисикитака-хиконэ-но ками — Юноша-Высокий Бог Плугов. Второе имя Камо-но оо-ми-ками — Великий Священный Бог Камо.
- Асама-но-оо-ками
- Асигара-но-сакамото-но ками
- Асинадака-но ками — Богиня Тростниковых Высот. Второе имя Ягахаэ-химэ — Дева Множества Цветений
- Амэ-но-мифури-но микото
- Амэ-но-яакицухико-но микото
- Амэ-но-ясоёродзу-но ками
- Амэ-но-микануси-но ками — Бога-Небесного Устрашающего Правителя
- Амэ-но-мисора-тоёакицу-нэвакэ
- Амэ-но-митинэ-но микото
- Амэ-но-мицутаматэру-химэ
- Амэ-но-микагэ-но ками
- Амэ-но-наэмасу-но микото
- Амэ-но-цудохэтину-но ками
- Анато-но ками
- Анэкура-химэ
- Аонумануоси-химэ-но ками
- Аонумауманумаоси-химэ — Дева Болот из Нуноси
- Аракума-оо-ками
- Аракатобэ
- Ата-химэ

## Б
- Бимбогами — бог нищеты.
- Бисямонтэн — в синтоизме один из семи богов удачи.
- Бэндзайтэн — в синтоизме богиня и одна из семи богов счастья.

## В
- Ватацуми — морской царь.
- Вакумусуби-но ками — Молодой Бог Творящих Сил
- Вадзураи-но-уси-но ками — Бог-Правитель Несчастий в Пути
- Вака-цукусимэ-но ками — Юная Богиня из Цукуси

## Д
- Дайкокутэн — один из семи богов удачи.
- Дзикоку-тэн — персонаж буддийской мифологии, один из четырёх небесных царей, богов-хранителей.
- Дзинусигами — древние божества синто, ками какой-либо области.
- Дзюродзин — один из семи японских богов счастья.

## Ё
- Ёродзухататоёакицуси-химэ-но микото — богиня текстиля и тканей.

## И
- Изанами — богиня творения и смерти.
- Изанаги — в синтоизме бог творения, супруг богини Идзанами.
- Инари — бог урожая.
- Исикори-домэ но микото — в синтоизме ками, божество создатель зеркал.
- Иё-но-футана — остров
- Ики — остров
- Ивацути-бико-но ками — Юноша-Бог Каменистой Земли
- Ивасу-химэ-но ками — Дева-Богиня Каменистого Песка
- Ивасаку-но ками — Бог Грома, Рассекающий Скалы
- Ивацуцу-но-о-но ками — Бог-Муж Каменного Молота
- Идзуномэ-но ками — Богиня-Священная Женщина.
- Итикисима-химэ-но микото — Дева-Богиня Итикисима, второе имя Саёри-бимэ-но микото — Дева-Богиня Причалов.
- Икуцу-хиконэ-но микото — Живущий Бог-Солнечное Дитя
- Икутама-сакитама-химэ-но ками — Дева-Богиня Животворящей Жемчужины, Счастливой Жемчужины

## К
- Камимусуби-но ками — согласно Кодзики, является третьем ками (божеством) из пяти «Котоамацуками».
- Кагуцути — бог огня и вулканов.
- Камадогами — бог семейного и домашнего благополучия.
- Ками — в синтоизме духовная сущность, бог.
- Камуятатэ-химэ-но микото — Дева-Богиня Божественной Стрелы и Щита.
- Каннон — богиня милосердия в японской мифологии, способная перевоплощаться.
- Канаяма-бико-но ками — Юноша-Бог Рудной Горы
- Канаяма-бимэ-но ками — Дева-Богиня Рудной Горы
- Куни сацути-но микото — синтоистское божество мужского пола. Согласно «Нихон сёки», второй из трёх ками, появившихся в начале сотворения мира.
- Кондзин. — в синтоизме — ками, мужское божество, из японской мифологии. Является странствующим ками в учении оммёдо (традиционная японская система гадания на основе китайской философии от У-син до Инь и Ян).
- Куни-но токотати-но микото — в синтоизме — ками является первым поколением божеств из Камиёнанаё (яп. 神世七代, «Семь поколений эпохи богов»)
- Кусинада-химэ — в японской мифологии богиня, жена бога Сусаноо.
- Кадзамоцу-вакэ-но-оси-о-но ками — Бог Отводящий Ветер
- Кукуноти-но ками — бог деревьев.
- Каяно-химэ-но кам — богиня равнин.
- Куни-но-микумари-но ками — Земной Бог Распределения Воды
- Куни-но-кухидзамоти-но ками — Земной Бог Зачерпывания Воды
- Куни-но-садзути-но ками — Земной Бог Горных Склонов
- Куни-но-сагири-но ками — Земной Бог Туманов в Ущелий
- Куни-но-курадо-но ками — Земной Бог Темных Расщелин
- Кураоками-но ками — Бог-Дракон Ущелий
- Курамицуха-но ками — Бог Потоков в Долинах
- Кураяма-цуми-но ками — Бог-Дух Теснин
- Камунаоби-но ками — Бог Божественного Исправления
- Кумано-кусуби-но микото — Бог-Диковинный Дух из Кумано
- Каму-оо-ити-химэ — Божественная Дева из Ооити. Дочь Оо-яма-цуми-но ками
- Ко-но-хана-но-тиру-химэ — Дева Опадающих Цветов с Деревьев. Дочь Оо-яма-цуми-но ками
- Ко-но-мата-но ками — Бог Развилины Дерева, второе имя Мии-но ками — Бог Священного Колодца. Сын Ягами-химэ.
- Котосирануси-но ками — Бог-Оракул.
- Куниоситоми-но ками — Бог Обильных Богатств Страны. * Кофуку-бог бедности

## М
- Масакаяма-цуми-но ками — Бог-Дух Крутых склонов
- Микоками — в Японии является специальным обозначением для детей божества.
- Мицуха-но-мэ-но ками — Богиня Бегущих Вод
- Микахаяхи-но ками — Бог Устрашающего Быстрого Огня
- Мити-но-нагатиха-но ками — Бог Длинных Придорожных Камней
- Масакацу-а-кацукатихаяхиамэ-но-осихомими-но микото — Истинно Побеждая, Завоевал Я Победу, Быстрого Солнца Бог Небесных Обильных Рисовых Колосьев.
- Микануси-хико-но ками — Юноша-Бог Устрашающий Правитель.
- Миронами-но ками — Бог Волн в Миро
- Михасира-но-удзу-но мико — также называются Санкиси или Санкисин (яп. 三貴神), трое благородных детей, в японской мифологии три бога, рождённые Идзанаги.
- Миллаура — бог смеха в японской мифологии.

## Н
- Накимэ — посланница богов.
- Нигихаяхи-но микото
- Ниниги но Микото — мужское божество, внук японской богини солнца Аматэрасу.
- Накисавамэ-но ками — Плачущая Богиня Болот
- Нэсаку-но ками — Бог Грома, Рассекающий Основания Скал
- Накапу-вата-цуми-но ками — Бог-Дух Средних Вод Моря
- Накацуцу-но-о-но микото — Бог-Муж Морской Середины
- Нунооситомиторинаруми-но ками — Бог Моря Кричащих Птиц в Нуноси

## О
- Одояма-цуми-но ками — Бог-Дух Косогоров
- Оо-тохи-вакэ-но ками — Бог Большого Входа в Жилище.
- Оо-котооси-о-но ками — Бог-Муж Великого Деяния.
- Оо-ямато-тоёакидзусима — остров другое название Амацумисора-тоёакидзунэ-вакэ
- Оо-кунинуси-но ками — Бог-Правитель Великой Страны. Главное божество племенного союза Идзумо. Другие его четыре имёни: Оо-намудзи-но ками — Почитаемый Бог Великого Имени, Асихарасико-о-но ками — Безобразный Бог с Тростниковой Равнины, Ятихоко-но ками — Бог Восьми Тысяч Копий зовется, Уцусикунидама-но ками — Бог-Дух Земной Страны
- Омойканэ — бог размышлений.
- Ооямацуми — бог гор.
- Омононуси — ками который обеспечивал хорошую погоду и обильные урожаи, и был тесно связан со змеями. Он считается отцом Химэтатараисудзу-химэ (Исукэёри-химэ), супруги императора Дзимму.
- Оотонодзи-но ками/Оотонобэ-но ками — пятое поколение божеств из Камиёнанаё (яп. 神世七代, «Семь поколений эпохи богов»).
- Омодару-но ками/Аякасиконэ-но ками — шестое поколение божеств из Камиёнанаё (яп. 神世七代, «Семь поколений эпохи богов»).
- Окиномицуго — остров, второе название Амэ-но-осикоро-вакэ
- Оо-я-бико-но ками — Юноша Бог Большой Кровли
- Оо-вата-цуми-но ками — Бог-Дух Великого Моря
- Оо-яма-цуми-но ками — Бог-Дух Больших Гор
- Оо-томато-хико-но ками — Юноша-Бог Большого Склона
- Оо-томато-химэ-но ками — Дева-Богиня Большого Склона.
- Оо-гэцу-химэ-но ками — Дева-Богиня Великой Пищи.
- Окуяма-цуми-но ками — Бог-Дух Глуби Гор
- Оо-каму-дзуми-но микото — Великие Божественные Боги-Духи
- Окидзакару-но ками — Бог Морской Дали
- Окицунагиса-бико-но ками — Юноша-Бог Прибоя в Открытом Море
- Окицукахибэра-но ками — Бог Морской Прибрежной Полосы
- Оо-магацухи-но ками — Бог Больших Зол
- Оо-наоби-но ками — Бог Великого Исправления
- Оо-тоси-но ками — Бог Великой Жатвы
- Оками-но ками — Бог Дракон
- Омидзуну-но ками — Бог-Правитель Омидзу

## Р
- Райдзин — бог грома в синтоистской религии в Японии.
- Рюдзин — бог водной стихии в японской мифологии и синтоизме.
- Рутасан — бог лени синтоистской религии в Японии.

## С
- Садо — остров
- Сакитама-химэ — Дева Счастливой Жемчужины
- Сакиямануси-но ками — Бог-Правитель Уступчатых Гор
- Сасикуни-оо-но ками — Великий Бог Страны Саси
- Сасикуни-вакахимэ — Юная Дева из страны Саси. Дочь Сасикуни-оо-но ками
- Сиоцути — покровитель морских путей.
- Сукуна-Бикона-но ками — бог крошечного роста.
- Сусерибимэ — дочь бога Такэхая Сусаноо-но Микото.
- Семь богов счастья — семь божеств, приносящих удачу в синтоизме.
- Содзёбо — мифический король тэнгу, мелких божеств, населяющих горы и леса Японии.
- Синацу-хико-но ками — Юноша-Бог Ветра. Другое имя Амэ-но-михасира-но микото
- Сигияма-цуми-но ками — Бог-Дух Лесистых Гор
- Сокоцу-вата-цуми-но ками — Бог-Дух Морского Дна
- Сокоцуцу-но-о-но микото — Бог-Муж Правитель Дна

## Т
- Такэхая Сусаноо-но Микото — бог ветра, в японской мифологии.
- Такамимусуби-но ками — согласно Кодзики, является вторым ками (божеством) из пяти «Котоамацуками».
- Така-химэ-но микото — Дева-Высокая Богиня, второе имя Ситагэру-химэ-но микото — Дева-Ниже Светящаяся Богиня.
- Такэмикадзути — бог войны, бог меча.
- Та-но ками — бог земледелия и урожая риса.
- Тама-но-я-но микото — Бог-Предок Гранильщиков
- Тахирикисимаруми-но ками — Бог-Дух из Кидзима.
- Тоётама-химэ — морская богиня.
- Тори-но ивакусубунэ — бог лодок из дерева кусу.
- Тэнгу — чудовище в виде мужчины с красным лицом и крыльями. Пугает людей в лесу.
- Тамаёри-химэ — женское божество, из японской мифологии. Является матерью, первого японского императора Дзимму.
- Тоёукэ-бимэ-но ками — Дева-Богиня Обильной Пищи
- Тоё-кумоно-но ками — синтоистское божество мужского пола. Согласно «Нихон сёки», третий из трёх ками, появившихся в начале сотворения мира.
- Тоётама-химэ — богиня в японской мифологии, прекрасная дочь бога моря Ватацуми-но ками.
- Тоёукэ бимэ — богиня сельского хозяйства и промышленности, дарующая еду, одежду и кров
- Тосигами — божество, из японской мифологии. Тосигами считается божеством японского Нового года, а также богом духов предков.
- Тэндзин — божество науки, поэзии и каллиграфии в синтоизме, в качестве которого почитается Сугавара-но Митидзанэ, учёный и поэт IX века.
- Тори-но-ивакусубунэ-но ками — Бог Прочных Как Скалы и Быстрых Как Птицы Лодок из Кусу, другое имя Амэ-но торифунэ — Небесная Птица-Лодка.
- Тояма-цуми-но ками — Бог-Дух Передних Склонов.
- Тигаэси-но оо-ками — Великий Бог, Обративший Вспять Богиню, другое имя Саяримасуёмидо-но оо-ками — Великий Бог Двери, Преградившей Вход.
- Токихакаси-но ками — Бог Счета Часов
- Тимата-но ками — Бог Развилок Дорог
- Такири-бимэ-но микото — Дева-Богиня Тумана, второе имя Окицусимахимэ-но микото — Дева-Богиня Островов в Открытом Море.
- Такицу-химэ-но микото — Дева-Богиня Водопадов
- Такэхиратори-но микото — Доблестный Бог, Освещающий Сельские Местности
- Тэнадзути — Старуха, Гладящая Руки
- Торимими-но ками — Богиня-Птичье Ушко
- Торинаруми-но ками — Бог Моря Кричащих Птиц
- Тооцуматинэ-но ками — Богиня Далекого Маги
- Тооцуямасакитараси-но ками — Бог Далекого Ямасаки

## У
- Угаяфукиаэдзу но Микото — мужское божество, из японской мифологии. Он является внуком Ниниги-но микото, сыном Хоори-но микото и отцом первого императора Японии, императора Дзимму.
- Ука-но митама — божество зерна. Бог-Священный Дух Пищи.
- Укэмоти-но ками — богиня пищи и семян растений.
- Умасиасикабихикоти-но ками — согласно Кодзики, является четвёртым ками (божеством) из пяти «Котоамацуками».
- Ухидзини-но ками/Сухидзини-но ками — третье поколение божеств из Камиёнанаё (яп. 神世七代, «Семь поколений эпохи богов»)
- Увацу-вата-цуми-но ками — Бог-Дух Морской Поверхности
- Увацу-но-о-но микото — Бог-Муж Морской Поверхности
- Уцусихиганасаку но микото — Бог Расщепления Металлов

## Ф
- Футодама — жрец богов.
- Фудзин — японский бог ветра (согласно синтоистскому учению).
- Фукурокудзю — один из семи японских богов счастья.
- Футодама — мужское божество, является сыном Такамимусуби-но ками.
- Фуцунуси-но Ками — бог меча
- Фуха-но-модзикунусуну-но ками — Бог-Правитель Страны из Фуха
- Фукабути-но-мидзуярэкана-но ками — Бог Воды, Брызжущей на Цветы, из Фукабути
- Фунодзуно-но ками — Бог из Фуно
- Футэмими-но ками — Богиня-Тяжелое Ухо. Дочь Фунодзуно-но ками

## Х
- Хатиман — синтоистский бог войны, покровительствующий героям во время битвы.
- Ходэри — бог-рыбак.
- Хоори — бог-охотник.
- Хотэй — в японской мифологии один из семи богов счастья.
- Хаяакицу-хико-но ками — бог проливов
- Хаяакицу-химэ-но ками — Дева-Богиня Ранней Осени
- Ханиясу-бико-но ками — Юноша-Бог Вязкой Глины
- Ханиясу-бимэ-но ками — Дева-Богиня Вязкой Глины
- Хихаяхи-но ками — Огненный Бог Быстрого Огня
- Хаяма-цуми-но ками — Бог-Дух Предгорий
- Хараяма-цуми-но ками — Бог-Дух Плоскогорий
- Хэдзакару-но ками — Бог Береговой Дали
- Хэцунагиса-бико-но ками — Юноша-Бог Прибрежного Прибоя
- Хэцукахибэра-но ками — Бог Прибрежной Полосы
- Хикава-химэ — Дева из Хикава. Дочь Оками-но ками
- Хинатэринукатаби-тиоикотини-но ками — Богиня, Освещающая Сельскую Местность в Цуката
- Хаямика-но-такэсахая-дзинуми-но ками — Бог Быстрый Устрашающий Храбрый Правитель из Сахая
- Хинараси-химэ — Дева Ровного Огня
- Хихираги-но-синоханамадзуми-но ками — Бог Редчайших Цветов Душистого Кустарника

## Ц
- Цукиёми-но-микото — бог Луны.
- Цуногухи-но ками/Икугухи-но ками — четвёртое поколение божеств из Камиёнанаё (яп. 神世七代, «Семь поколений эпохи богов»).
- Цуранаги-но ками — Бог Пузырящейся Поверхности Воды.
- Цуранами-но ками — Богиня Пузырящейся Поверхности Воды.
- Цукитацуфунадо-но ками — Бог-Поводырь.

## Э
- Эбису — один из семи богов удачи в синтоизме, бог рыбалки и труда, а также хранитель здоровья маленьких детей.
- Эмма — в японской мифологии бог-властитель и судья мёртвых, который правит подземным адом дзигоку.

## Я
- Ягами-химэ — Дева из Ягами. Вторая жена Оо-кунинуси-но ками.
- Ямато Такэру — синтоистское божество, легендарный герой-полководец в японской мифологии. Сын императора Кэйко.
- Ятагарасу — Синтоисткое божество. В японской мифологии большая птица в виде трехногой вороны.
- Ясомагацухи-но ками — Бог Множества Зол
- Ясима-дзинуми-но ками — Бог-Правитель Восьми Островов